# 2666 Gramme
2666 Gramme è un asteroide della fascia principale. Scoperto nel 1951, presenta un'orbita caratterizzata da un semiasse maggiore pari a 3,1855957 UA e da un'eccentricità di 0,2174088, inclinata di 13,38573° rispetto all'eclittica.